# John Steinbeck

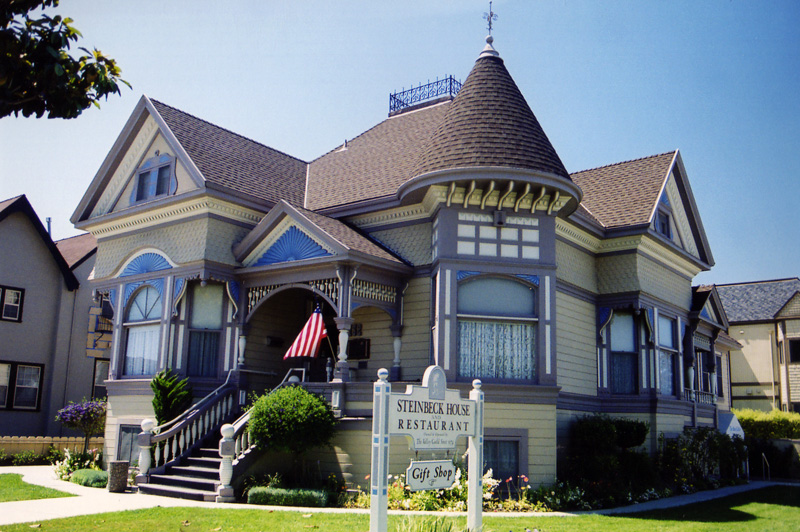
A salinasi ház Kaliforniában, ahol Steinbeck 17 éves koráig élt

John Ernst Steinbeck (Salinas, Kalifornia, 1902. február 27. – New York, New York, 1968. december 20.) amerikai regény-, novella- és színdarabíró. Összesen huszonöt könyvet írt: tizenhat regényt, két novelláskötetet, és különböző prózai műveket. The Grapes of Wrath (Érik a gyümölcs, 1939, a cím pontos fordítása: A harag gyümölcsei) című regénye, valamint az Of Mice and Men (Egerek és emberek, 1937) színdarabváltozata Pulitzer-díjat nyertek. 1962-ben irodalmi Nobel-díjban részesült.

## Gyermekkora és ifjúsága
Steinbeck német és ír családok leszármazottja volt. Nagyapja, Johann Adolf Großsteinbeck az Egyesült Államokba való kivándorlását követően a családi nevet Steinbeckre rövidítette. A család farmja a németországi Heiligenhausban a mai napig a „Großsteinbeck” néven ismeretes. Az író apja, John Steinbeck, a Monterey megyei önkormányzat pénzügyi vezetője (Monterey County Treasurer) volt. Tanítónő anyja, Olive Hamilton Steinbeck lelkesen bátorította fia érdeklődését az olvasás és írás iránt.
Salinas, ahol Steinbeck felnőtt, gyerekkora éveiben még csak egy kis városka, illetve nagyobb falu volt. Bár termékeny földje és erősödő földművelése miatt egyre nőtt és modernizálódott, a vidék lényegében még mindig magán viselte az amerikai úttörő jelleget. Steinbeck nyaranta egy óriási farmon dolgozott, több száz vándormunkással egyetemben. Itt figyelte meg a kaliforniai vándormunkás élet kemény aspektusait, és egyúttal az emberi természet sötét oldalait. Ezek a tapasztalatok bekerültek műveibe is; ilyen volt az Egerek és emberek című munkája. A nyári iskolai szünetekben bejárta az egész Salinas-völgyet: a környező mezőket, erdőket, farmokat; mindez később hátteréül szolgált legtöbb novellájának.
A középiskolát Salinasban (Salinas High School) 1919-ben fejezte be. Ezután 1925-ig hébe-hóba ellátogatott a Stanford Egyetemre, ahol biológiát is tanult, de ahonnan végül diploma nélkül távozott, mert az egyetemi életmód nem volt kedvére való. Ehelyett New Yorkba utazott, ahol többek között újságírói munkát is vállalt, miközben írói pályafutásról ábrándozott. New Yorkban Steinbeck írásai nem találtak kiadóra. Visszatért Kaliforniába, ahol munkát kapott, mint ezermester egy Lake Tahoe-i üdülőben. Közben folytatta az írást.

## Irodalmi munkássága
Első regénye, Egy marék arany (Cup of Gold, 1929) nem hozta meg a várt sikert. Témája gyerekkori olvasmányaihoz vezethető vissza: egy Henry Morgan nevű kalóz életéről és haláláról szól.
1931 és 1933 között Steinbeck megírt jó néhány novellát. Ezek között a legismertebbek A vörös póni (The Red Pony), The Harness , és A krizantémok (The Chrysanthemums). Ezekben az időkben két novellagyűjteménye is megjelent: az Égi mezők (The Pastures of Heaven, 1932), és The Long Valley (1938). Ezek a történetek mind Kaliforniához, tehát gyerekkorához kapcsolódnak.
Első kritikai sikerét a Kedves csirkefogók (Tortilla Flat, 1935) című regénye hozta meg, amiért megkapta a California Commonwealth Club aranyérmét. A könyv egy csoport társadalmon kívüli, otthontalan, a kaliforniai Montereyben élő fiatalember portréja, az első világháború utáni időkben. A fiatalok életszemlélete éles ellentétben áll az amerikai társadalmi morállal: visszautasítják a szabványos viselkedést, és ehelyett szabadon élvezik a bort (ha akad), a szexet, a bajtársiasságot, a kisstílű tolvajlást. Ebben a műben olyan alakokat ábrázol, akik bár a társadalom peremén, nyomorúságos körülmények közt élnek, mégis egyfajta harmóniában önmagukkal és a világgal.
A Kedves csirkefogók sikerét 1937-ben betetőzte az Egerek és emberek című munka, amit Steinbeck először mint egy hosszabb novellát írt meg, majd színdarabbá dolgozott ki. A tragikus történet két kaliforniai alkalmi farm-munkás, George és Lennie körül forog, akik pénzt próbálnak gyűjteni ahhoz, hogy egy szerény kis farmot vehessenek maguknak, ahol majd békében eléldegélnek. A történet több témát is érint: faji előítéletet, a szellemileg visszamaradottak iránti ellenszenvet, a magányt, és a személyes függetlenségért folytatott küzdelmet. Az Érik a gyümölcs, az Édentől keletre, és A gyöngy című regényekkel egyetemben az Egerek és emberek az író legismertebb, és kritikai szempontból legelismertebb munkája.
Steinbeck gyakran írt a munkásosztály küszködő rétegeiről. Hogy hitelt adjon történeteinek, időnként együtt élt bizonyos emberekkel, hogy megfigyelhesse életmódjukat. Mielőtt megírta volna az Érik a gyümölcs című regényét, egy ideig együtt élt és dolgozott az oklahomai földművelő munkásokkal. Ezt a könyvét 1939-ben adták ki, és 1940-ben Pulitzer dij-at nyert.
A történet a nagy gazdasági válság idején játszódik. Egy Joad nevű földműves családot egy hosszan tartó, katasztrofális szárazság arra kényszerít, hogy elhagyja oklahomai otthonát. Miközben Oklahomán keresztül süvölt a porvihar (a jelenség a Dust Bowl néven ismert), a család egy rozoga autóra pakolja a legszükségesebbeket, és megindul az ígéret földje, Kalifornia felé.
Az Érik a gyümölcs sikere nem maradt támadások nélkül. Steinbeck liberális politikai nézeteit – és hogy be merte mutatni a kapitalizmus visszataszító oldalait – sokan kritizálták, azzal az indoklással, hogy a könyv eltúlozta az ország helyzetét. Erről Steinbeck így írt: „A bankoktól és a nagy földbirtokostól felém áradó sértések és rágalmazások elég ijesztőek. Legutóbb azt híresztelték, hogy az oklahomai nép (az Okie-k) gyűlöl engem, sőt, megöléssel fenyeget, amiért hazudtam a sorsukat illetően… Azt kell mondjam, ez a hisztéria, ami itt a könyv körül növekszik, teljesen egészségtelen.”
A Lement a hold (The Moon is Down, 1942) című, később színpadra átdolgozott történet egy náci katonák által megszállt észak-európai faluban játszódik, ahol a lakosság ellenáll a megszállóknak. Mivel feltételezték, hogy a megnevezetlen ország Norvégia volt, 1945-ben Steinbecket megtisztelték a VII. Haakon szabadság-éremmel, a norvég ellenállási mozgalom iránti együttérzésért.
A gyöngy című regényt 1947-ben írta. Cselekményét egy, a mexikói öböl körüli csavargásai közben hallott történetre alapozta.
Az Édentől keletre (1952) a jó és a rossz szembeállítása két család történetének keretében, több generáción keresztül. Steinbeck a könyvet fiainak szánta, emlékeztetőül a családi hagyományokra. Az író ezt a regényét tartotta élete fő művének. Itt szakított azzal a felfogással, hogy a gonoszság forrása a társadalmi igazságtalanság, és azt az emberi pszichében fedezi fel. A művet Elia Kazan rendező 1955-ben filmvászonra vitte.
1960-ban Steinbeck vett egy kis teherautót, átalakíttatta lakókocsivá, elnevezte Rocinante-nek, és Charley-val, hűséges uszkár kutyájával nekiindult Amerikának. Az eredmény Utazások Charley-val (Travels With Charley: In Search of America) volt. Ebben a helyenként komikus, időnként melankolikus hangú könyvben leírta, mi mindent látott a két tenger között, míg végül visszatért Long Island-i otthonába. Az útleírásban Steinbeck vágyakozik az ifjúság és elveszett családi gyökerei után, és dicséri, de egyúttal kritizálja is Amerikát. Idősebbik fia, Thom Steinbeck szerint apja utazásának oka az volt, hogy tudta, nemsokára meg fog halni, és még utoljára látni akarta hazáját. Fia csodálkozott azon, hogy mostohaanyja (Steinbeck harmadik felesége) megengedte, hogy az író útra keljen, amikor beteg szíve bármelyik napon felmondhatta volna a szolgálatot. A restaurált kempingező kocsi ma megtekinthető a salinasi Nemzeti Steinbeck Központban (National Steinbeck Center, Salinas, California).
Utolsó munkája, a Rosszkedvünk tele (The Winter of Our Discontent) 1961-ben jelent meg. A könyvben Amerika morális hanyatlását vizsgálja a főhős, Ethan életén keresztül. Ethan, éppúgy mint Steinbeck, egyre elégedetlenebb a saját és az őt körülvevők erkölcsi lecsúszással. Középkorú hőse, aki látszólag boldog harmóniában él családjával, szenved attól a státusztól, ahová jutott, kitörni azonban képtelen belőle. Végül a körülmények összhangja és saját vívódásai meghozzák gyümölcsüket, és néhány üzletpolitikai húzással sikerül a vagyonosodás útjára lépnie. Steinbeck hőse ugyanakkor megbukik, elsősorban saját maga lelkiismerete előtt, és ezzel az író kemény ítéletet mond a meggazdagodás amerikai mítosza felett. A könyv tónusa éles ellentétben állt a Kedves csavargók és a Kék öböl ártatlan, játékos tolvajaival. Az irodalomkritikusok erősen támadták a könyvet. Ugyan többen is észlelték a mondanivaló fontosságát, a csalódás általános volt. A olvasók és kritikusok abban reménykedtek, hogy az író az Érik a gyümölcshöz hasonló mesterművel fog előjönni.
1962-ben Steinbeck megkapta az irodalmi Nobel-díjat „...realisztikus és nagy képzelőerejű írásaiért, melyek szimpatizáló humorral és éles társadalmi meglátással párosulnak.” Steinbeck nem érezte jogosnak a megtiszteltetést. A díj átvevésénél ezt mondta: „… Az író arra van hivatva, hogy előremozdítsa az emberi szív és szellem nagyszerűségét, hogy képes legyen nagylelkűséget találni a vereségben, hogy megtalálja a bátorságot, az együttérzést, és a szeretetet. A gyengeség és a kétségbeesés véget nem érő harcában ezek a tulajdonságok a reménynek és a nehézségek leküzdésének fényes zászlajai. Az az író, aki nem hisz abban, hogy az ember tökéletesíthető, nem szentelheti magát az írói hivatásnak, nem igényelhet magának helyet az irodalomban.”

## Írói stílusa
Steinbeck írásaira a realizmus a legjellemzőbb. Széles érdeklődési körében helyet kapott a politika, a pszichológia, és a történelem éppúgy, mint a jazz vagy a mitológia. Realizmusának legmegkapóbb példája az Érik a gyümölcs, mely könyv hősei földhözragadt szegények, akiket még az ág is húz. Nyelvezete egyszerű, mégis kifejező. Képzelete egy a természettel: azt és úgy írja le, ahogyan a dolgok vannak és történnek. Ilyenek a szűnni nem akaró oklahomai porviharok, melyek szinte szimbólumai a nyomor elől való menekülésnek. Steinbeck igazi elbeszélő hangját akkor találta meg, amikor témáiban visszatért serdülőkora színteréhez. A mexikói és ázsiai munkások beözönlése Kaliforniába egy olyan sokszínű kulturális változatosságot hozott létre, amely rányomta egyedülálló bélyegét írásaira is.

## A későbbi évek eseményei
A kaliforniai évek alatt Steinbeck tartós barátságot kötött egy Ed Ricketts nevű, a tenger állatvilágát vizsgáló biológussal. 1940-ben bebarangolták a kaliforniai öblöt (Hernán Cortés Tengere) különféle tengeri élőlényeket gyűjtögetve, azzal a céllal, hogy később majd eladják a mintapéldányokat. Ed Ricketts (akit Steinbeck csak „Doc” néven emlegetett) erős hatást gyakorolt Steinbeckre és írásaira. Tanáccsal szolgált problematikus kérdésekben, azonkívül az írót kisebb utazásokra ösztökélte, hogy egy időre elterelje figyelmét az írásról. Steinbeck a Cannery Row és a Sweet Thursday című regényeiben állított emléket barátjának.
1943-ban tizenhárom évi házasság után Steinbeck elvált első feleségétől, Carol Henningtől. Ugyanabban az évben elköltözött Kaliforniából és feleségül vette Gwyn Congert. A házasságból két fiú született: Thomas (1944) és John (Steinbeck) IV (1946). 1948-ban Congertől is elvált. Ez idő tájt értesült barátja, Ed Ricketts hirtelen és tragikus haláláról is (egy vonat belerohant Ricketts autójába). Steinbeck megint belefeledkezett a munkába– ekkor írta meg az Édentől keletre című regényét. 1950-ben új feleséget talált Elaine Anderson Scott személyében, és ezúttal a házasság tartósnak bizonyult.
A második világháborúban Steinbeck mint haditudósító szolgált, és küldte a híreket a New York Herald Tribune számára. Jegyzeteit ezekről az időkről 1958-ban adta ki, Once There Was A War (Volt egyszer egy háború) címmel.
1948-ban a Szovjetunióba utazott Robert Capa fotográfussal. Az utat Egy orosz napló című kötetben foglalta össze, Capa fényképeivel illusztrálva. Ugyanebben az évben Steinbecket beválasztották az Amerikai Művészeti Akadémia tagjai közé (American Academy of Arts and Letters).
Steinbeck szoros kapcsolatban állt a színdarabíró Arthur Millerrel. 1959 júniusában Steinbeck egy személyes és hivatásbeli rizikót vállalt azzal, hogy Miller mellé állt a McCarthy-féle politikai House Un-American Activities Committee tárgyalásai alatt. Miller nem volt hajlandó kiadni azoknak a névsorát, akiket az amerikai kongresszus felelősségre készült vonni állítólagos kommunista aktivitásuk miatt. Steinbeck ezt az időszakot a legfurcsább és legfélelmesebb periódusnak nevezte, amivel a kormánynak és a népnek valaha is szembe kellett néznie.
1964 szeptemberében Steinbecket Lyndon B. Johnson amerikai elnök megjutalmazta az Elnöki Szabadság-érdemrenddel (Presidential Medal of Freedom).
1967-ben a Newsday című folyóirat megkérte Steinbecket, hogy utazzon Vietnámba és küldjön riportot a háborúról. Mindkét fia szolgált Vietnámban. Amikor Steinbeck a harcmezőn meglátogatta egyik fiát, megengedték neki, hogy géppisztollyal őrt állhasson, míg fia több más katonatársával pihenni próbált.

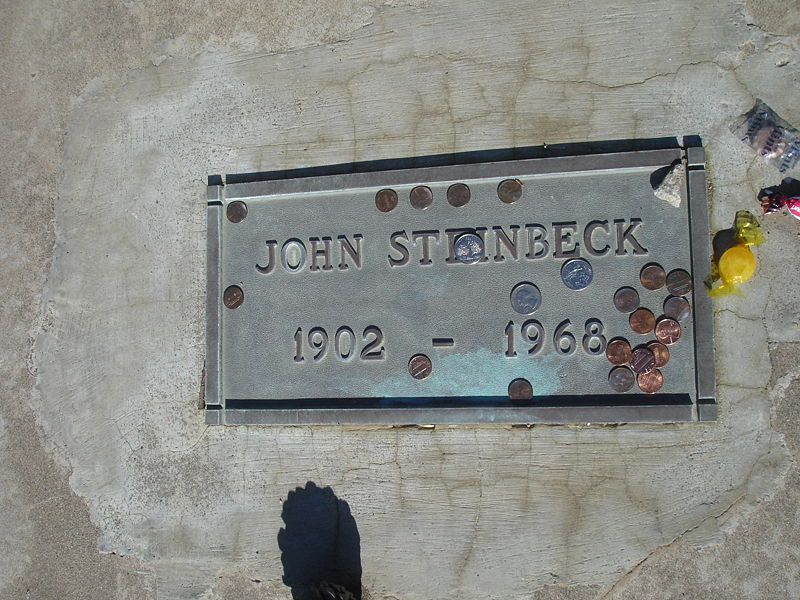
Steinbeck hamvai a salinas-i temetőben (Salinas, Kalifornia)

## Halála
John Steinbeck 1968. december 20-án halt meg szívinfarktusban, New Yorkban. A boncolás a szívkoszorúerek csaknem teljes elzáródását mutatta ki. Kívánsága szerint holttestét elhamvasztották, hamvait pedig elhelyezték a családi sírhelybe. Egyszer korábban megjegyezte doktorának, hogy a fizikai halált nem fogja túlélni – a biológiai halál a vég.

## Kritika
Az író halálát követő napon Charles Poore amerikai kritikus így írt Steinbeckről a New York Times nevű lapban: „John Steinbeck első nagy könyve egyben az utolsó is volt. De Úristen, micsoda könyv volt, és még mindig micsoda könyv a The Grapes of Wrath!” Poore megjegyezte, hogy Steinbeck munkáiban van valami „prédikáló” jelleg, „...mintha fél irodalmi örökségét Mark Twain legjobb munkáiból kapta volna, a másik felét pedig Cotton Mather legrosszabb írásaiból.” Ugyanakkor azt is mondta, hogy nem Steinbecknek kellett a Nobel-díj: inkább a díj elbírálóinak kellett Steinbeck. Poore végül ezt a következtetést vonta le: „Steinbeck helye az irodalomban biztosítva van. Élni fog számtalan író munkájában, mindazokéban, akik megtanulták tőle, hogyan kell az elfelejtett embereket felejthetetlenül bemutatni.”
A könyvet röviddel megjelenése után több nyilvános iskolában és könyvtárban betiltották állítólagos trágár nyelvezete miatt. Ehhez hasonló nézet szórványosan még ma is előfordul vidéki iskolákban. 2003-ban Mississippi államban egy iskolabizottság kijelentette, hogy az istenkáromlás az Egerek és emberekben veszélyes hatással van a diákokra, és betiltotta a könyv olvasását. Az amerikai könyvtári szövetség American Library Association szerint 1990 és 2004 között Steinbeck egyike volt annak a tíz szerzőnek, akik a legtöbb negatív véleményt kapták a konzervatívabb olvasóktól.
Manapság mindez eltűnőben van az Államokban, és a steinbecki örökséget egyre nagyobb tisztelet veszi körül. Az író legtöbb könyve kötelező olvasmány az amerikai középiskolákban; emlékét múzeumok őrzik, az ország könyvtáraiban minden munkája megtalálható.

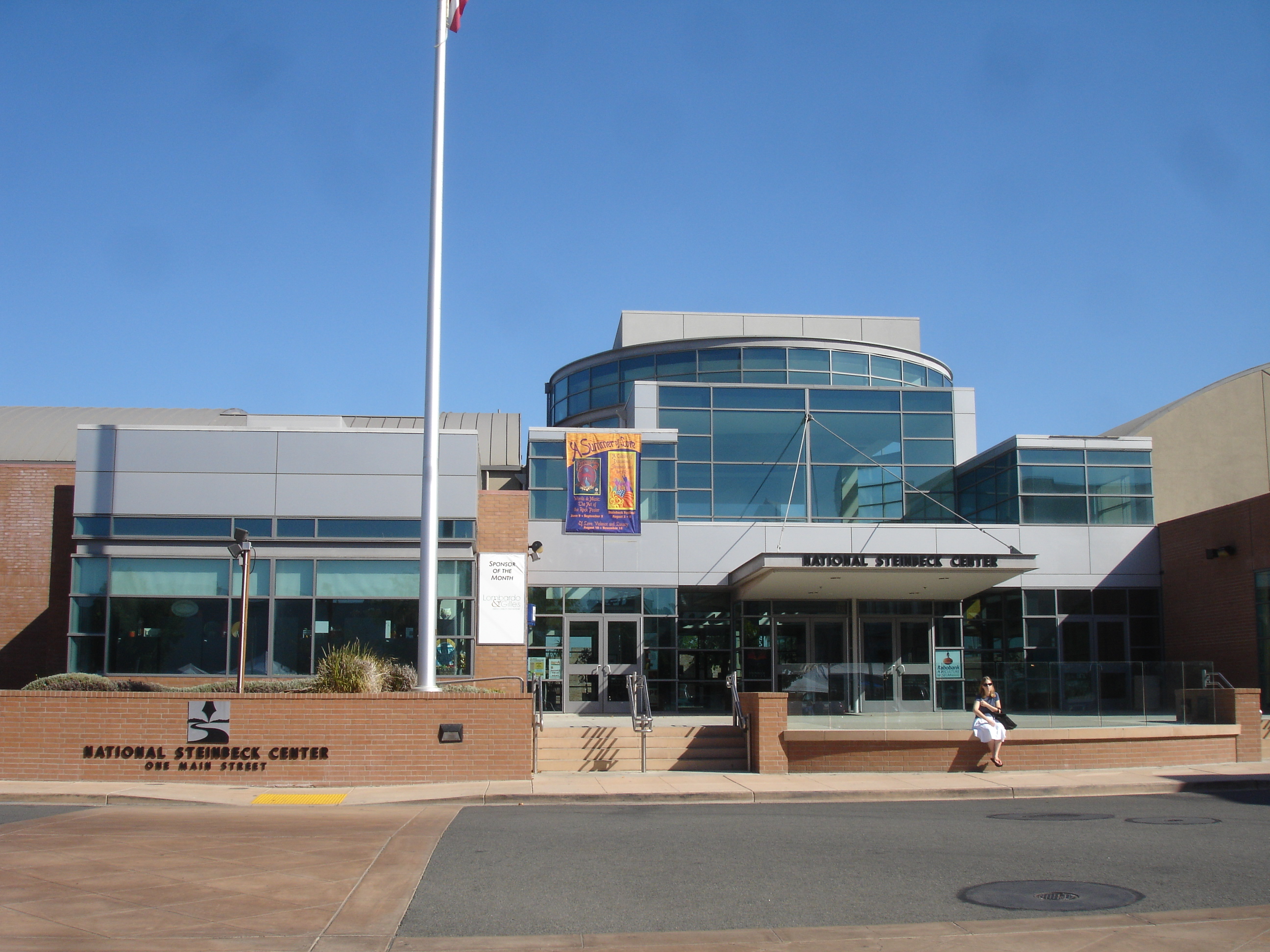
A Nemzeti Steinbeck Központ Salinasban. National Steinbeck Center, Salinas, California

## Művei, magyarul
- Cup of Gold (1929) 
  - Egy marék arany; fordította, utószó Ungvári Tamás; Zrínyi, Budapest, 1958
  - Az aranyserleg. A Karib-tenger leghíresebb kalóza, Morgan kapitány élettörténete, fordította: Bart István ISBN 963 13 4983 7 Corvina, Budapest, 2001
- The Pastures of Heaven (1932) Égi mező – novellagyűjtemény
- To a God Unknown (1933)
  - A mohos szikla – regény; fordította: Benedek Marcell, előszó Márai Sándor; Singer-Wolfner, Budapest, 1941
  - Életben maradni; fordította: Benedek Marcell; Fátum-ars, Budapest, 1994
- Tortilla Flat (1935) – Kedves csirkefogók; fordította: Gál Zsuzsa; Új idők, Budapest, 1946
- In Dubious Battle (1936) – Késik a szüret; fordította: Balabán Péter; Európa, Budapest, 1960
- Of Mice and Men (1937)
  - Egerek és emberek. Regény; fordította: Benedek Marcell; Új Idők, Budapest, 1943 (A cím utalás Robert Burns Egy egérhez (To a Mouse)[2] című versére.)
  - Egerek és emberek; Steinbeck regényéből színpadra alkalmazta S. Kaufmann; Igazság Ny., Budapest, 1947
  - Egerek és emberek; Progres, Noviszád, 1955
  - Egerek és emberek; ford. Benedek Marcell; jav. kiad.; Aranytoll, Szeged, 2016
- The Long Valley (1938) – A hosszú völgy c. novellagyűjtemény
- The Grapes of Wrath (1939)
  - Érik a gyümölcs – regény; fordította: Benedek Marcell; Singer-Wolfner, Budapest, 1940
  - Érik a gyümölcs – regény; Magyar Szó, Noviszád, 1951
- Forgotten Village (1941) Az elfelejtett falu
- The Log from the Sea of Cortez|Sea of Cortez: A Leisurely Journal of Travel and Research (1941) Cortez tengere
- The Moon Is Down (1942) – Lement a hold; fordította: Vas István; Új idők, Budapest, 1945
- Bombs Away: The Story of a Bomber Team (1942)
- Cannery Row (1945)
  - A kék öböl; fordította: Gál Zsuzsa; Új Idők, Budapest, 1947 (A világirodalom dekameronja)
  - Kék öböl / Szerelem csütörtök / Égi mező; fordította: Vámosi Pál, Gyepes Judit; Európa, Budapest, 1966 (5 világrész könyvei)
- The Wayward Bus (1947)
  - A szeszélyes autóbusz Regény; fordította: Benedek Marcell; Új Idők, Budapest, 1947
  - Szeszélyes autóbusz; fordította: Benedek Marcell; Holló, Kaposvár, 1994
- The Pearl (1947)
  - A gyöngyszem – regény; fordította: Benedek Marcell; Új idők, Budapest, 1949
  - A gyöngy; fordította: Oros Paulina; Auktor, Budapest, 2000
- A Russian Journal (1948) – Orosz napló. Robert Capa 70 fotójával; fordította: Lukács Laura, Park, Budapest, 2009
- Burning Bright (1950)
  - Fényes tűz
  - Lángolás; fordította: Német Anikó; Merényi, Budapest, 1997 (Bestseller sorozat)
- The Log from the Sea of Cortez (1951)
- East of Eden (1952) – Édentől keletre; fordította: Szinnai Tivadar, utószó Káldor György; Európa, Budapest, 1958
- Sweet Thursday (1954) Szerelem csütörtök
- The Short Reign of Pippin IV: A Fabrication (1957)
- Once There Was A War (1958) – Volt egyszer egy háború. Haditudósítások; fordította: Vajda Gábor; Európa, Budapest, 1961
- The Winter of Our Discontent (1961) – Rosszkedvünk tele; fordította: Réz Ádám; Kossuth, Budapest, 1965 (A cím utalás William Shakespeare III. Richard című színjátékára.)
- Travels with Charley: In Search of America (1962) – Csatangolások Charleyval. Amerika nyomában; fordította: Balassa Klára; Gondolat, Budapest, 1973 (Világjárók)
- America and Americans (1966) Amerika és az amerikaiak

### Posztumusz kiadványok
- Journal of a Novel: The East of Eden Letters (1969) Egy regény naplója
- Viva Zapata! (forgatókönyv, 1975)
- The Acts of King Arthur and His Noble Knights (1976) – Arthur király; fordította: Német Anikó; Merényi, Budapest, 1994 (befejezetlen regény)
- Workings Days: The Journals of The Grapes of Wrath (1989)

### Filmre vitt munkái
- Of Mice and Men (1939) Egerek és emberek
- The Grapes of Wrath (1940)
- Tortilla Flat (1942) Kedves csavargók
- Cannery Row (1945)
- The Pearl (1947) A gyöngy
- East of Eden (1952) Édentől keletre

Steinbeck mint forgatókönyvíró is sikeres volt. 1944-ben jelölték az Oscar-díjra (Academy Award) Alfred Hitchcock „Mentőcsónak (Lifeboat) című filmjének forgatókönyvéért. Később Steinbeck eltávolíttatta nevét a filmről, mert a film végső verziójából faji előítélettel színezett mellékzöngéket vélt kihallani.

### Színpadi adaptációk
Az Egerek és emberek színpadi változata New York-ban azonnali sikert aratott. A sikert a szellemileg gyermekes szinten maradt, de fizikailag rendkívüli erővel bíró Lennie, és barátja, George, lenyűgöző karakterei biztosították. Steinbeck nem ment el a darab egyetlen előadására sem. Szerinte a munka úgy volt tökéletes, ahogyan az az ő fejében élt, tehát minden színpadi variáció csak csalódást jelentett volna számára. Ennek ellenére még megírt két színdarabot: Lement a Hold (The Moon Is Down) és Burning Bright címekkel.

## Fordítás
- Ez a szócikk részben vagy egészben  a   John Steinbeck című angol Wikipédia-szócikk fordításán alapul.  Az eredeti cikk szerkesztőit annak laptörténete sorolja fel. Ez a jelzés csupán a megfogalmazás eredetét és a szerzői jogokat jelzi, nem szolgál a cikkben szereplő információk forrásmegjelöléseként.